# Водні ресурси Башкортостану
Територія Башкортостану розташована в межах басейнів річок Волги, Уралу та річки Об. Водні ресурси республіки складаються з кількості води, що надходить на територію з суміжних областей Челябінської, Пермської, Свердловської, Оренбурзької областей, а також з Республіки Татарстан.

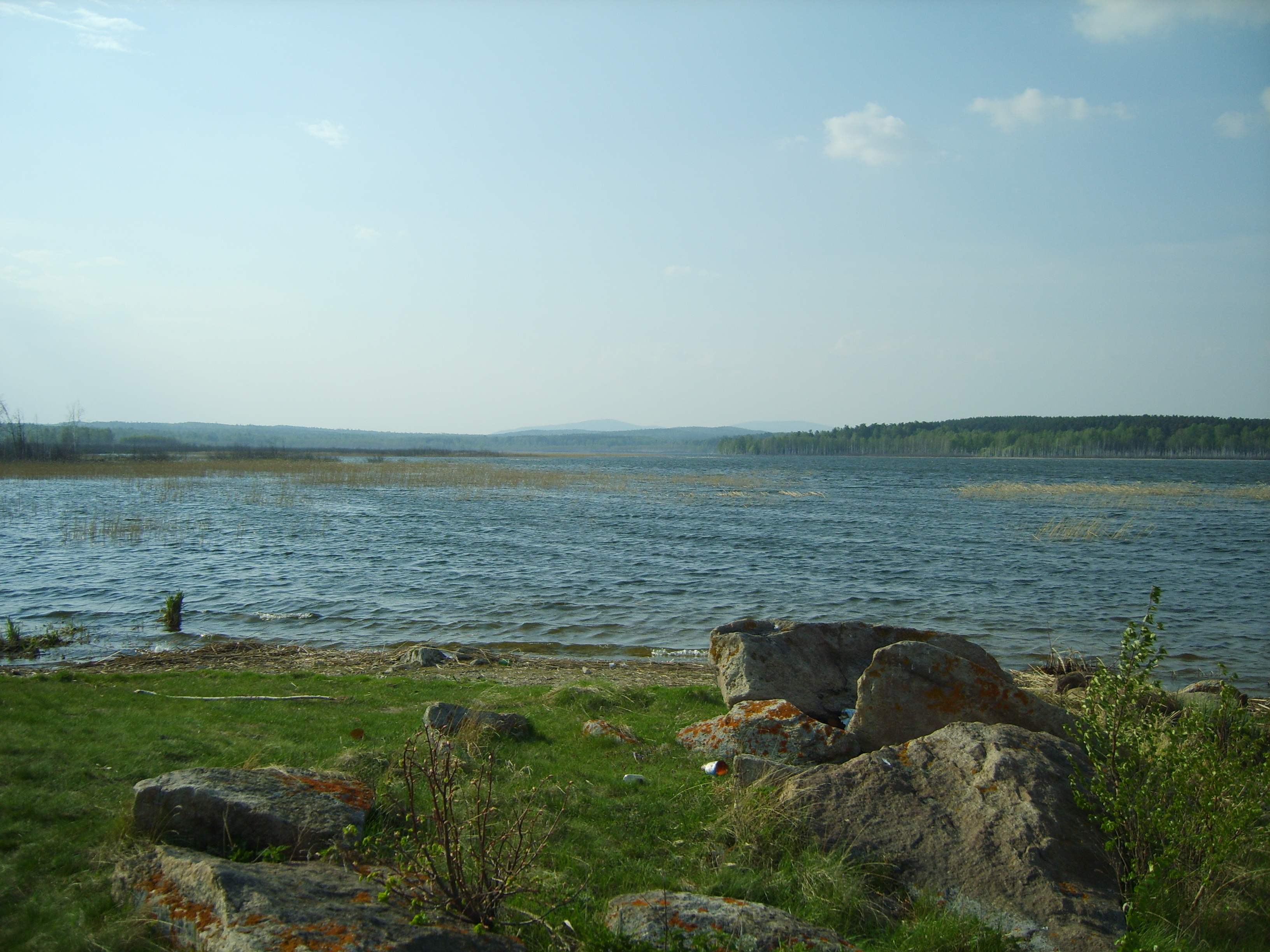

## Підземні водні ресурси
Прісні підземні води на території Башкортостану поширені на 95,7 % території: природні запаси становлять 6,5 км³ / рік, затверджені запаси — 0,92 км³ / рік. Територія, яка має відношення до Зауралля, досить обмежена прісними водами, а в деяких регіонах зовсім відсутні.
Зона прісних гідрокарбонатних підземних вод займає верхню частину геологічного розрізу. Потужність водоносних горизонтів змінюється від 10 м в долинах річок до 200 м на вододілах, досягаючи 400 м в нижньопермських відкладеннях Башкирського зводу і 600 м в верхньопермських мульдах Бельської западини.
Ресурси підземних вод Башкортостану, складають 17808 тис. м3 / добу (це 21,02 % загального обсягу прогнозних ресурсів підземних вод Приволзького округу і 2,05 % — вод усієї Росії).
Башкортостан, в цілому забезпечений прісними водами, окрім 4,3 % території (центр, захід, північний захід і південний схід республіки). Саме в цих регіонах, ускладнена організація водопостачання черезбрак ресурсів підземних вод або через недостатню якість води. Підземні води складають 46,17 % загального водоспоживання прісної води в Башкортостан.
По всій території Башкортостану відкриті десятки джерел мінеральних вод, кожен з яких володіє унікальним складом і особливостями. Курорти Башкортостану відомі далеко за межами республіки — «Юматово», «Янга-Тау», «Якти-Куль», «Красноусольск» та інші.

## Внутрішні водні ресурси
Башкортостан — республіка тисячі річок і озер. Його територія покрита розгалуженою мережею більш ніж 600 річок. Майже всі річки відносяться до басейну Каспійського моря, тільки в північно-східній частині, в Учалинском районі, беруть початок річки, які протікають на північ, в Північно-Льодовитий океан (річка Уй, річка Міас). На території Башкортостану розташовані басейни п'яти річок: Біла, Урал, Тобол, Іка і Буй.
Річкова мережі значно зменшується від гір до рівнин і в напрямку з півночі на південь. Переважно річки Башкортостану мають снігове живлення, відрізняються добре вираженим весняною повінню, більш слабким осіннім підйомом від дощів і відносно стійкими зимовими рівнями. Річки гірських районів відрізняються частими підйомами рівня від дощових паводків в літній і осінній час. Рівнинні і степові річки характеризуються типовим для рівнинних річок режимом.
| Агідель-Біла | 1430 км |
| ------------ | ------- |
| Каридель-Уфа | 918 км  |

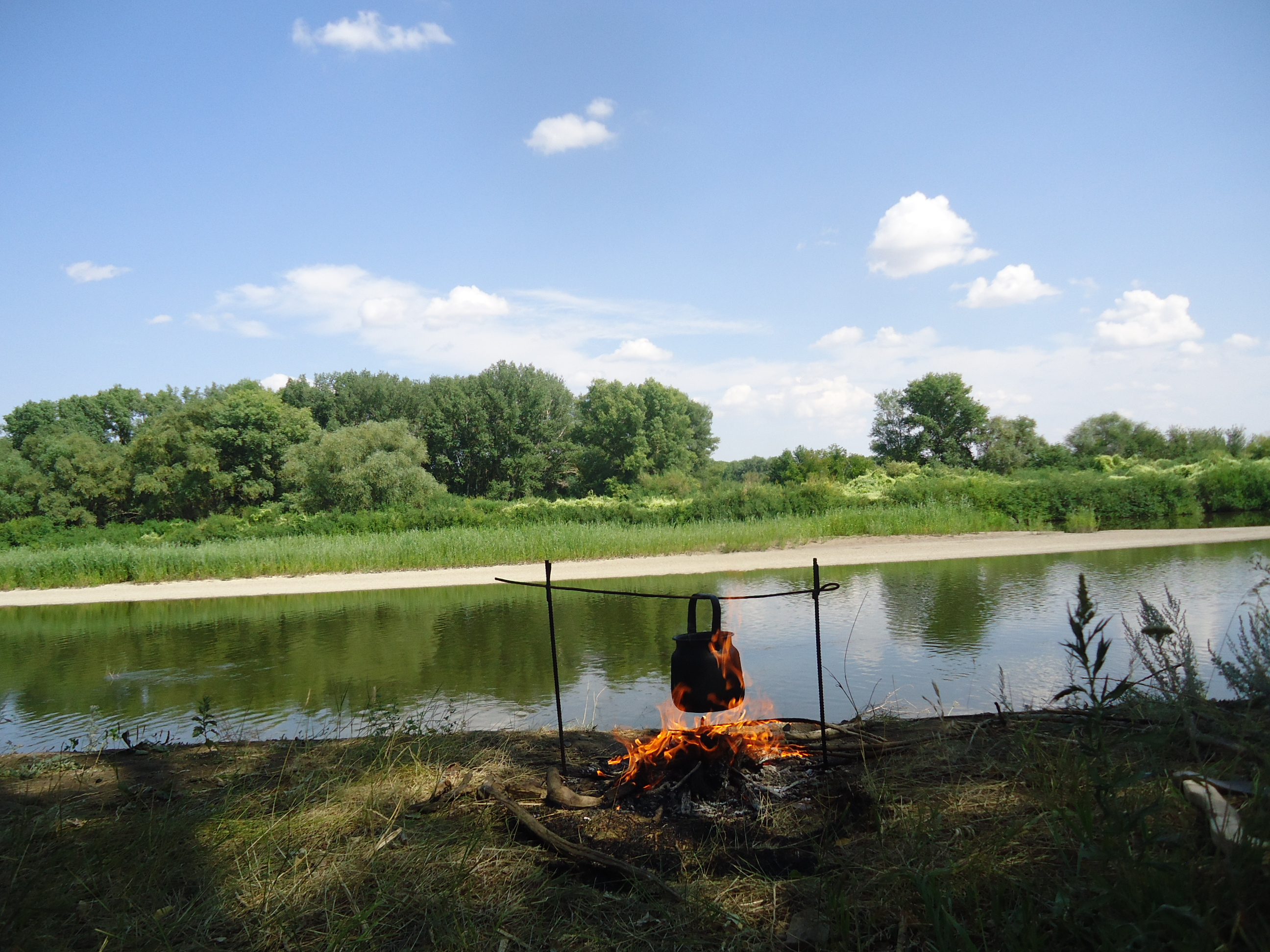

Всього у Башкортостані налічують близько 800 озер. Також, на території республіки є значна кількість ставків та водосховищ.
| Асли-куль              | 22 кв.км.   | 22 кв.км.   | 22 кв.км.   |
| ---------------------- | ----------- | ----------- | ----------- |
| Павлівське водосховище | 118 кв. км. | 118 кв. км. | 118 кв. км. |

Болота за заболочена місцевість складають 3,55 % території Башкортостану — 5080 км2.

## Річки та озера
Найвідоміші річки Башкортостану:
- Кама;
- Біла;
- Ик;
- Дьома;
- Уфа;
- Сим; Найбільші озера:
- Асли-куль;
- Кандри-куль;
- Чебаркуль.

## Проблема питної води
Головною причиною забруднення водних ресурсів є вплив техногенних факторів в геологічному середовищі, що порушує геоекологічне рівновагу.
Серйозну загрозу для водних ресурсів Башкортостану, представляють винос мінеральних та органічних речовин з полів, стічні води сільськогосподарських та тваринницьких об'єктів, а також накопичувальні ставки гірничо — збагачувальних підприємств.